# Развод по собственному желанию
«Развод по собственному желанию» — фильм режиссёра Ильи Северова.

## Сюжет
Тренер, велогонщик в прошлом, Сергей (Константин Юшкевич) и основательница сети книжных магазинов Елена (Наталья Суркова) уже двадцать лет вместе. Из неожиданно разгоревшейся супружеской ссоры возникает серьёзный скандал, грозящий перерасти в развод. Сиюминутное решение Сергея — начать всё заново. Он уходит из дома и не подозревает, что жизнь может кардинально поменяться всего за несколько часов. Круговерть невероятных приключений, в которые втягивает лучший друг (Юрий Гальцев), и безумных ситуаций с близкими проверят на прочность крепость семейных уз Сергея и Елены.
Фильм «Развод по собственному желанию» — и драма, и комедия одновременно. Картина снята в лучших традициях «старого доброго советского кино», в котором зритель безоговорочно проникается симпатиям к героям. В фильме звучит композиция «Не покидай» известного исполнителя Сергея Трофимова (Трофима).
Первый вариант сценария, много лет ждавший экранизации, задумывался как основа для сиквела фильма Сергея Микаэляна «Влюблён по собственному желанию».

## В ролях
- Константин Юшкевич — Сергей
- Наталья Суркова — Елена
- Вячеслав Коробицин — Антон
- Юрий Гальцев — Геннадий
- Наталья Ткаченко — Екатерина
- Любовь Виролайнен — девушка в парке
- Антон Пулит — оперативник № 1
- Артём Веселов — оперативник № 2
- Екатерина Зорина — адвокат Елены
- Артем Анчуков — адвокат Сергея
- Андрей Полищук — судья
- Ринат Муталлапов — сержант Митя
- Дарья Шевелько — работница магазина
- Лайма Рожукайте — секретарша
- Геннадий Свирь — бизнесмен в лодке
- Артур Мкртчян — квартиросъёмщик
- Александр Манько — журналист
- Иван Ефремов — велорикша

## Съёмочная группа
- Сценарист: Илья Северов
- Режиссёр: Илья Северов
- Оператор: Сергей Астахов
- Композитор: Алексей Яковель
- Звукорежиссёр: Игорь Терехов
- Художники-постановщики: Сергей Зайков, Алексей Падерин
- Художник по костюмам: Ксения Пасюра
- Художник по гриму: Ирина Цветкова